# Paweł Sajak
Paweł Ireneusz Sajak (* 22. Dezember 1977 in Żyrardów) ist ein polnischer Politiker der Ruch Palikota (Palikot-Bewegung).
1995 schloss er die Berufsschule als Elektroniker ab, sein Abitur folgte 2011 am allgemeinbildenden Gymnasium Horn, beides in Żyrardów.
Nach seinem Militärdienst arbeitet er in seiner Geburtsstadt für Thomson Polkolor, die später in TCL Polska umfirmierte, zuletzt als Lagerleiter.
Bei den Parlamentswahlen 2011 stimmten 7.747 Wähler im Wahlkreis 24 Płock für ihn, womit er ein Mandat für den Sejm erhielt.
Paweł Sajak ist verheiratet und hat zwei Kinder.